# Vattetot-sous-Beaumont
Vattetot-sous-Beaumont település Franciaországban, Seine-Maritime megyében. Lakosainak száma 583 fő (2022. január 1.). Vattetot-sous-Beaumont Bernières, Bréauté, Gonfreville-Caillot, Mirville, Nointot és Saint-Maclou-la-Brière községekkel határos.

## Népesség
A település népessége az elmúlt években az alábbi módon változott:
| Lakosok száma | 582  | 585  | 586  | 576  | 575  | 576  | 578  | 580  | 583  |
|               | 2013 | 2015 | 2016 | 2017 | 2018 | 2019 | 2020 | 2021 | 2022 |